# Braquiceratop
El braquiceratop (Brachyceratops) és un gènere de dinosaure ceratop que va viure al Cretaci superior. Les seves restes fòssils s'han trobat a Alberta, Canadà i Montana, Estats Units. Les escasses restes fòssils, pertanyents únicament a joves, fan que es conegui poca cosa d'aquesta animal, fent difícil estimar la mida dels adults.